# Ноги из глины
«Ноги из глины» (англ. Feet of Clay) — юмористическое фэнтези известного английского писателя Терри Пратчетта, написано в 1996 году.
Девятнадцатая книга из цикла «Плоский мир», третья книга подцикла о страже.

## Сюжет
Лидеры гильдий Анк-Морпорка затевают интригу, чтобы избавиться от патриция Хэвлока Витинари и поставить на его место «короля» Шнобби Шноббса, а затем управлять им и всем городом.
Чтобы убить патриция, заговорщики доставляют в его кабинет отравленные свечи. Эти свечи готовит особый голем, сделанный другими големами в надежде исправить свои жизни. Он должен быть вождём и королём големов. Увы, големы допустили несколько ошибок. Они обжигали своего короля в духовке, а не в специальной печи, поэтому он получается полусырым. Его разум перегружен задачами и заповедями, поэтому он сходит с ума и начинает убивать людей.
За раскрытие убийств и покушения на Витинари берётся городская стража Анк-Морпорка. С помощью своего судебного эксперта-гнома Шельмы Задранец стражники Сэмюэль Ваймс и Моркоу Железобетонссон разрешают загадку. Моркоу и голем Дорфл находят голема-короля и разрушают его на свечной фабрике. Затем Ваймс добирается до автора всей интриги — главного геральдиста, вампира. Дорфл арестовывает его, а Ваймс сжигает все геральдические родословные записи.
Понемногу к патрицию Витинари возвращается здоровье. Дорфл становится стражником, Ваймс получает добавочное жалованье, а в доме стражи появляется новая доска для метания дротиков. Ведь надо чем-то отметить старания стражи!

## Главные герои
- Сэмюэль Ваймс
- Моркоу Железобетонссон
- Фред Колон
- Шнобби Шноббс
- Ангва
- Детрит
- Хэвлок Витинари